# Ian Subiabre
Ian Martín Subiabre (ur. 1 stycznia 2007 w Comodoro Rivadavia) – argentyński piłkarz pochodzenia chilijskiego występujący na pozycji skrzydłowego lub napastnika, od 2024 roku zawodnik River Plate.
Jego dziadkowie ze strony ojca pochodzą z Chile.